# Frullania galeata
Frullania galeata là một loài rêu tản trong họ Jubulaceae. Loài này được (Reinw., Nees & Blume) Dumort. miêu tả khoa học lần đầu tiên năm 1835.